# Globba variabilis
Globba variabilis là một loài thực vật có hoa trong họ Gừng. Loài này được Ridl. mô tả khoa học đầu tiên năm 1893.